# Munnikesloot (Westerkwartier)
De Munnikesloot (ook Munnikevaart genoemd) is een 1,4 km lang kanaal ten oosten van Oostwold (Westerkwartier).
Het kanaal vormt tezamen met de Gave de vaarverbinding tussen het Leekstermeer en het Hoendiep. Halverwege het kanaal is bij de voormalige fabriek Erica een verbreding gemaakt, die als jachthaven fungeert. Pal ten zuiden hiervan kruist de A7 het kanaal. Vanaf deze plek tot het meer vormt het kanaal de grens tussen de provincies Groningen en Drenthe.
Het waterschap Noorderzijlvest en de ANWB-Wateralmanak hanteren de naam Munnikesloot, terwijl de gemeente Westerkwartier, getuige de naastgelegen weg, de naam Munnikevaart gebruikt. Het kanaal ontleent zijn naam aan de Abdij van Aduard, die het water heeft (laten) gegraven.